# Gerhard Hund
Gerhard Friedrich Hund (Leipzig, 4 de fevereiro de 1932 – Freiburg im Breisgau, 21 de junho de 2024) foi um enxadrista e pioneiro da computação alemão.
Foi matemático e informático por profissão. Era filho de Friedrich Hund e Ingeborg Seynsche.

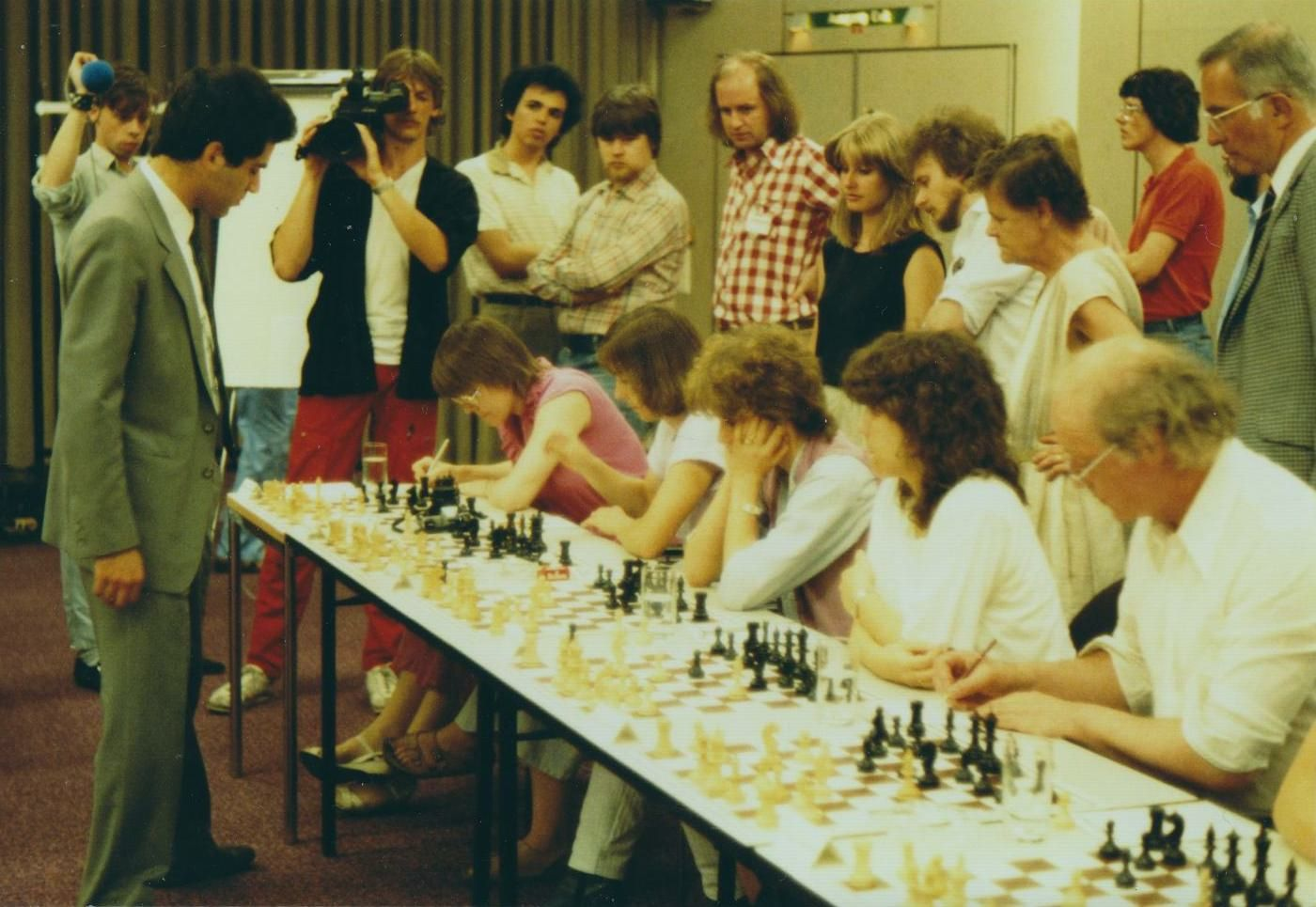
Garry Kasparov em 1985 em Hamburgo jogando simultaneamente com as quatro filhas de Gerhard Hund Susanne, Barbara, Isabel e Dorothee, com sua mulher Juliane de pé na direita.

## Publicações
- Maßstäbe zur Beurteilung der Leistungsfähigkeit elektronischer Rechenautomaten. In: Wirtschaftliche Verwaltung. Mitteilungen zur persönlichen Information. Vol. 4, Juni, 1958, ISSN 0508-8674, p. 3–7 und August p. 3–10.
- Strukturerkennen und lernende Maschinen. Elektronische Rechenanlagen, Heft 3, August 1959, p. 111. Zeitschrift für Technik und Anwendung der Nachrichtenverarbeitung in Wissenschaft, Wirtschaft und Verwaltung. R. Oldenbourg München und Wien, 1959.
- com H. Schappert: Programmieren für IBM 650, Vorlesung und Praktikum 1959. Institut für Praktische Mathematik, TH Darmstadt, Sommersemester 1959.
- Buchbesprechungen. z. B. in: VDI-Zeitschrift. Jg. 101, Nr. 27, 1959, ISSN 0372-543X, p. 1297.
- com Wolfgang Möhlen: Bericht über die britischen Rechenanlagen. In: Blätter der Deutschen Gesellschaft für Versicherungsmathematik. Vol. 4, H. 4, April 1960, ISSN 0012-0200, p. 454–461.[2]
- com Günther Kern, Egon Rissmann: Gynäkologische Krebsfrühdiagnostik mit Hilfe der Cytologie. In: Archiv für Gynäkologie. Vol. 199, Nr. 5, 1964, ISSN 0932-0067, p. 502–525, doi:10.1007/BF00669777.
- com Günther Kern, Egon Rissmann: Die Leistungsfähigkeit der Kolposkopie der Frühdiagnostik des Collumcarcinoms. In: Archiv für Gynäkologie. Vol. 199, Nr. 5, 1964, p. 526–539, doi:10.1007/BF00669778.
- com H. Fink: Probitanalyse mittels programmgesteuerter Rechenanlagen. In: Arzneimittel-Forschung. Vol. 15, 1965, ISSN 0004-4172, p. 624–630.
- com H. Fink und D. Meysing: Vergleich biologischer Wirkungen mittels programmierter Probitanalyse. In: Methodik der Information in der Medizin. Vol. 5, Nr. 1, ISSN 0026-1270, p. 19–25.
- FORTRAN-Fachwörterbuch. In: Blätter der Deutschen Gesellschaft für Versicherungsmathematik. Vol. 8, H. 3, Oktober 1967, p. 499–520.
- com W. Barthel und M. Wolf-Litt: Datenverarbeitungskaufmann. Blätter zur Berufskunde, Band 1, Herausgegeben von der Bundesanstalt für Arbeit, Nürnberg, in Zusammenarbeit mit dem Deutschen Gewerkschaftsbund, Düsseldorf. 1 - IX A 303. Bertelsmann Verlag Bielefeld, 1. Auflage 1973, Nr. 12.90.252.164 E, 15 Seiten.
- com Theodor Dimmling: Vergleich von zwei Ampicillin-Saftzubereitungen. In: Medizinische Klinik. Vol. 69, April 1974, ISSN 0025-8458, p. 642–645, PMID 4837276.[3]
- Entwicklungssprünge der künstlichen Intelligenz (seit den 1920er Jahren).[4]
- Physikalische Erklärung der Wechselwirkungen zwischen den Natürlichen (Weltformel).[5]
- Warnung vor Betrug (u.a. EURO MILLIONS, ABN-AMRO Bank London, Deutsche&Spanish Euro System).[6]
- Klimawandel und Coronakrise.[7]